# Kaukázusi jegenyefenyő

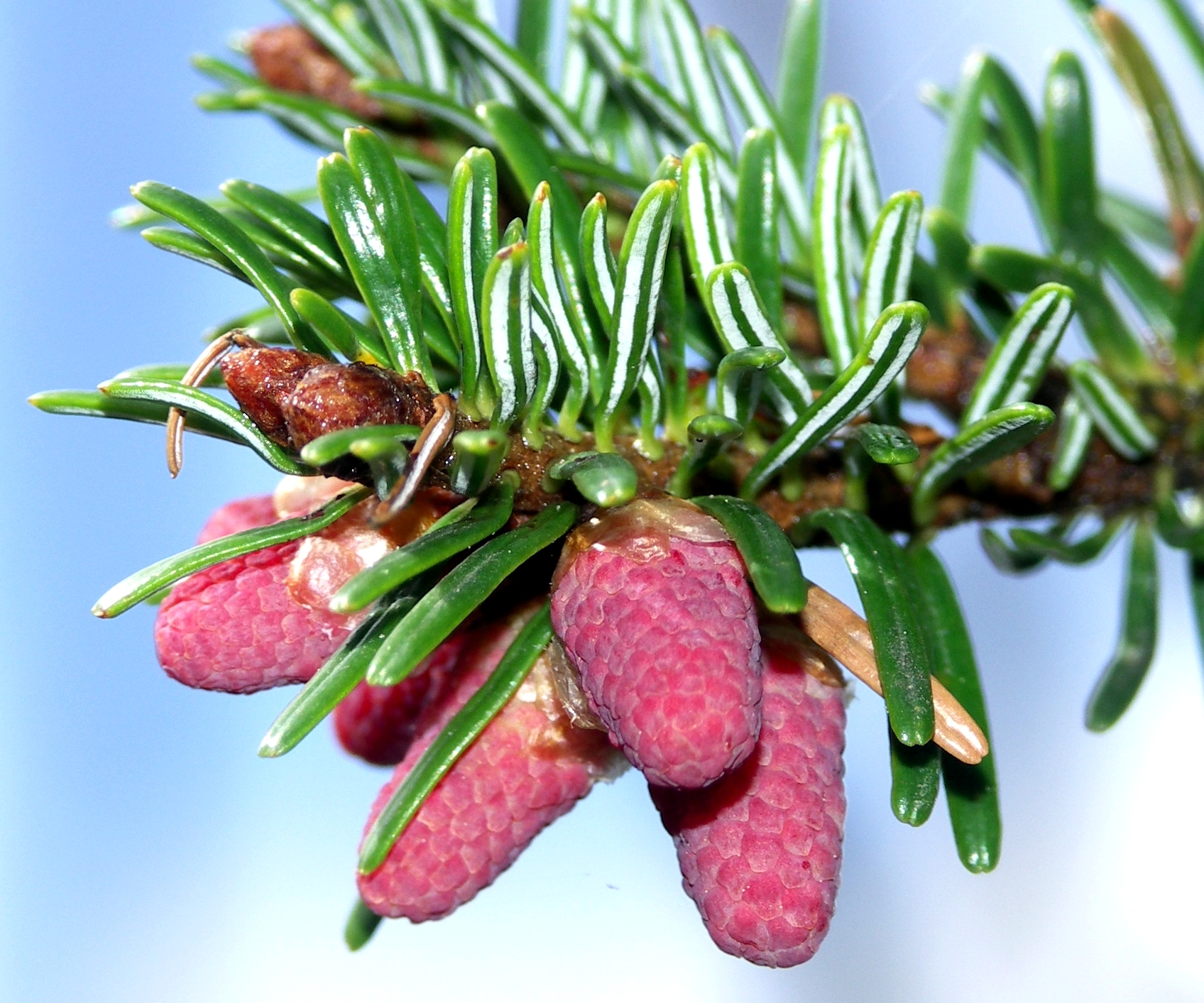
Éretlen tobozai és tűlevelei a két viaszcsíkkal

A kaukázusi jegenyefenyő (Nordmann-fenyő, nordmannfenyő, Abies nordmanniana) dísznövényként Magyarországon is terjedő, karácsonyfaként is divatos örökzöld, a jegenyefenyők (Abies) Nordmanniana fajcsoportjának egyetlen tagja. Megkülönböztető nevét Alexander von Nordmann finn zoológusról kapta. Mivel ez a név a normannokra, illetve a róluk elnevezett Normandiára emlékeztet, a köznyelvben a „normann”, illetve „normand” fenyő név terjedt el.

## Elterjedése, élőhelye
Az északi flórabirodalomban a Kaukázusból származik; eredeti termőhelyén:
- a Hegyi-Karabahban;
- Azerbajdzsánban Nahicseván környékén;
- a Fekete-tenger partvidékén:
  - Abháziában és
  - Adzsáriában;
- Oroszországban Krasznodar környékén;
- Törökországban

erdőket alkot.
Főleg mutatós külseje miatt sokfelé betelepítették; Magyarországon is ez az egyik leggyakoribb jegenyefenyő. Nagyon szép példányok állnak az alsószelestei arborétumban.

## Megjelenése
Húsz–harminc méter magasra növő, tömött, kúpos koronájú fa. Koronája kivételesen szép; ágai enyhén felállnak.
Széles, sötétzöld, kifelé ívelő tűlevelei a hajtás felső részén félkörben, kefeszerűen állnak. Színük fényes, fonákukon két ezüstfehér csíkban sorakoznak a gázcserenyílások, közeikben viaszpöttyökkel. Megdörzsölve kellemesen narancsos illatúak.
Érett tobozai pikkelyekre hullanak szét.

## Életmódja
Viszonylag edzett, az időjárás szélsőségeit jól tűrő és a talajra sem különösen érzékeny faj — a kifejezetten rossz talajú és száraz levegőjű termőhelyek kivételével bárhol megmarad. A városi környezetet nem bírja. A kedvező környezetben azonban (párás levegőben, mély rétegű talajon) látványos, nagy fává fejlődik.
Fiatal korában lassan nő. Mivel tavasszal viszonylag későn indul, a kora tavaszi fagyok nem károsítják. Későn fordul termőre.

## Alfajai
- Törzsváltozata: A. nordmanniana subsp. nordmanniana.
- A bitűniai jegenyefenyő (Bornmüller-jegenyefenyő, A. nordmanniana subsp. bornmulleriana) Kis-Ázsia északnyugati részén endemikus faj. Elterjedési területének legnyugatibb pontja a történelmi Bithyniában, Bursa városhoz közel, az Ulu-hegységben (Ulu-dag, csúcsa 2543 m) a keleti bükkösök öve fölött van; innen az Ilgaz-hegységen (2565 m) át egészen a Fekete-tengerig terjed, és ezzel a görög jegenyefenyő (Abies cephalonica) és a kaukázusi jegenyefenyő (Abies nordmanniana subsp. nordmanniana) között foglal helyet. Részben ezért egyesek a két faj hibridjének (Abies cephalonica x Abies nordmanniana) tartják, míg mások szerint önálló faj (Abies bornmuelleriana).

20–40 m magasra nő, koronája kúpos. Szürke kérge idővel kis, kemény pikkelyekben leválik. Hajtásai kopaszak, barnák, 2–3,5 cm-es, előreállók, kicsípett csúcsú tűlevelei kiemelkednek a hajtás síkjából. Az alul viaszcseppektől fehérlő levélkéken az ér fölött is van egy sor légzőnyílás. A levelek a felső hajtásokon felhajlók, sokszor rövidebbek (1,5 cm), hegyesek. A 9–16 cm-es, hengeres tobozok eleinte vörösesek vagy sárgászöldek, a visszahajló fellevelek csúcsuk alatt szív alakot formálnak. A toboz megtörve bordóvörös.
- A trójai jegenyefenyő (Abies nordmanniana subsp. equitrojani (Asch. & Sint.) Coode & Cullen) Moesiában honos. Habitusa a bitűniai jegenyefenyőére emlékeztet, de tűi vékonyabbak, toboza és a fellevelek szárnya keskenyebb. Egyetlen termőhelye a történelmi Trójától délre, az Edremit város fölötti Ida- vagy Kaz-hegy (Kaz dagi) és Ulu-Dag (Ulu dagi) hegyek északi lejtőin van (1300–1767 m között) – ezért a Természetvédelmi Világszövetség úgynevezett Vörös listáján a „veszélyeztetetthez közeli” besorolást kapta.

Tompa kúpos, gyakran szabálytalan koronájú, 25–35 m-esre növő fa. Kérge előbb sima, szürke, később repedezett, vastag kéregpikkelyekre válik. Kopasz vesszői, fényes barnák, 1,5-4,5 cm-es tűlevelei az alsóbb ágakon laposak, vékonyak, párhuzamos éllel lekerekednek vagy rövid hegyben végződnek, gyakran kicsípettek – a termő ágakon felhajlók, húsosabbak. 8–17 cm-es tobozai változatos alakúak; a csúcsuk rövid, felleveleik rendszerint hosszú, keskeny csúccsal hajlanak vissza. Fiatalon (bordós árnyalatú) zöldek, éretten világosbarnák. Éretlenül megtörve épp oly pirosak, mint a bitűniai alfaj tobozai.

## Felhasználása
Vágott zöldje első osztályú kötészeti anyag; a virágkötészetek igényeit külön e célra telepített ültetvények szolgálják. Karácsonyfának is gyakran nevelik.